# Serviço de Informações de Segurança
O Serviço de Informações de Segurança (SIS) é um dos serviços de informações de Portugal, integrado no Sistema de Informações da República Portuguesa fundado em 1984. A sua função oficial é a produção de informações úteis à segurança interna e prevenir a sabotagem, o terrorismo, a espionagem e a prática de actos que, pela sua natureza, possam alterar ou destruir o Estado de direito constitucionalmente estabelecido.
Este serviço foi fundado em 1986, com apoio da CIA, por Ramiro Ladeiro Monteiro, professor de Relações Internacionais da Universidade Autónoma de Lisboa, já falecido.
O orçamento do SIS é de cerca de dez milhões de euros.

## Actividades
O Serviço de Informações de Segurança tem a missão de obter informações no interior de Portugal, no que respeita a:
- Terrorismo transnacional;
- Espionagem clássica;
- Espionagem económica;
- Crime organizado;
- Extremismos religioso e ideológicos;
- Branqueamento de capitais;
- Tráfico internacional de armas de destruição em massa (ADM) - sua proliferação;
- Tráfico de seres humanos e migrações ilegais;
- Cibercriminalidade;
- Novas Formas de crime.

### Organização
O Serviço de Informações de Segurança está integrado no Sistema de Informações da República Portuguesa que depende da Presidência do Conselho de Ministros e inclui:
- Director-Geral
- Director-Geral Adjunto
- Serviços operacionais
- Delegações Regionais (Porto, Algarve, Madeira e Açores)

### Significado da Insígnia[1]
- Águia - Simboliza o olhar pesquisador e analítico
- Bico fechado - Acentua a postura de vigilante
- Esmaltes - Representam a prudência (negro); a sabedoria (prata) e a integridade (ouro)
- Divisa - "principiis obstare" significa prevenir perigos, riscos e ameaças

### Sede
A sede actual do SIS situa-se na periferia de Lisboa no antigo Forte da Ameixoeira, hoje Forte D. Carlos I.